# Zöld Márton
Sióagárdi Zöld Márton, született: Grünhut Móritz (Szekszárd, 1865. április 25. – Budapest, 1946. november 22.) honvédtábornok.

## Élete
Grünhut Ignác és Winkler Terézia fia. Középiskoláit Pécsett és Székesfehérvárott végezte, a Ludovika Akadémiát és a törzstiszti iskolát Budapesten. A világháború kitörésekor Gyuláról 1914. augusztus 2-án vonult Dalmáciába egy népfelkelő zászlóaljjal. Mint a Lovcsen alatt fekvő Crotolle-félsziget védője négynapos ütközetben fölényesen verte vissza a montenegrói sereg támadását. Később Volhiniában, majd Bukovinában végigküzdötte ezredével az 1916. évi januári csatákat. A Rarance melletti Obstgarten védelmében Zöld csapatait személyes bátorságával buzdítva, a lövészárokba benyomuló orosz túlerőt hősiesen visszaszorította. Haditettéért a király magyar nemességgel és vaskoronarenddel tüntette ki. A Prezony melletti állóharcokban, a lysoniai csatákban (Kelet-Galícia), az ukrajnai előnyomulásban, később pedig az olasz fronton Zöld a kiváló haditények egész sorát követte el, amelyek elismerése gyanánt a III. osztályú Katonai Érdemkeresztet, a második osztályú Vaskeresztet, a III. osztályú Vaskorona Rendet, és a Lipót-rend lovagkeresztjét továbbá a szász Albrecht-rend tisztikeresztjét nyerte kitüntetésül. Ezredét teljes rendben vonta vissza az olasz frontról. A kommün alatt Szegeden 1918-ban belépett a Nemzeti Hadseregbe. Magyarország kormányzója, Horthy Miklós tábornokká nevezte ki. Zöld Márton a magyar királyi Honvédség egyetlen zsidó vallású tábornoka volt nemes krupieci Bauer Gyula mellett a második világháború előtt. A Magyar zsidó lexikon elnöki tanácsának tagja volt.
Házastársa Krakauer Jolán volt.
Sírja a Kozma utcai izraelita temetőben található (5B-10-19).

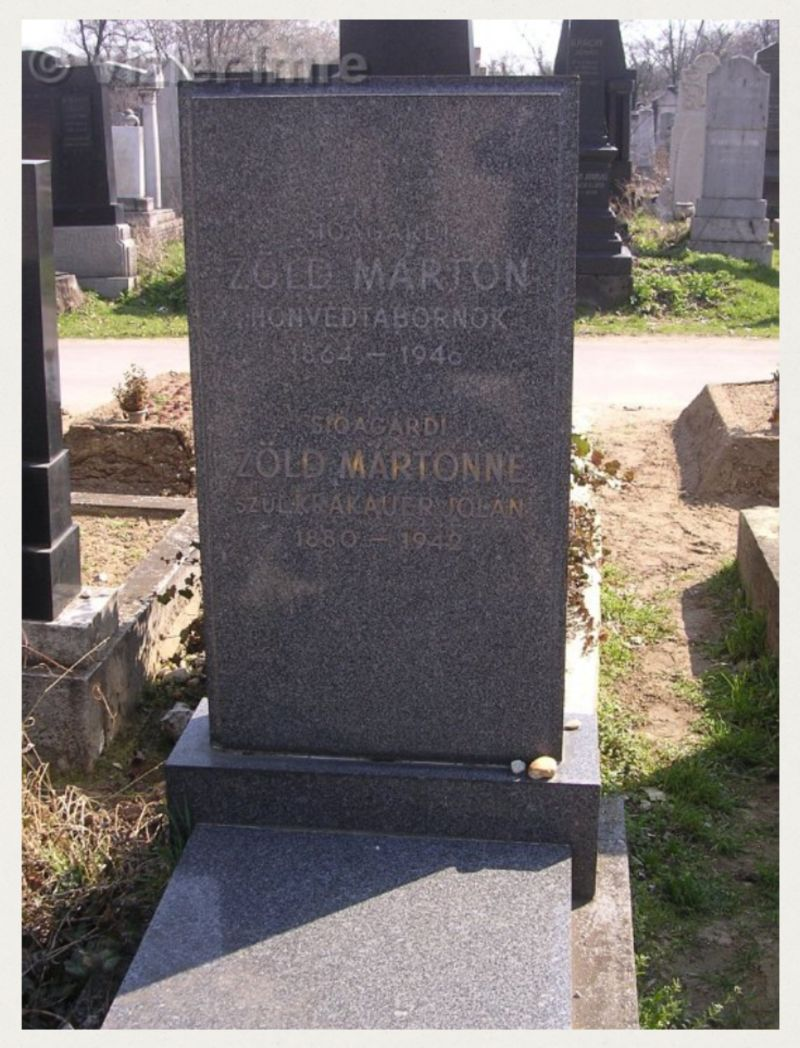
Sírja a Kozma utcai izraelita temetőben (5B-10-19)

## Emlékezete
2014. augusztus 12-én avattak fel emléktábláját, amelyet a Honvéd Hagyományőrző Egyesület állított a tiszteletére Szekszárdon.